# Liste der Kreisstraßen im Kreis Kleve
Die Liste der Kreisstraßen im Kreis Kleve ist eine Auflistung der Kreisstraßen im Kreis Kleve, Nordrhein-Westfalen.

## Abkürzungen
- K: Kreisstraße
- L: Landesstraße
- N: Rijksweg (NL) (ein- und zweistellige Zahlen) oder Provinciale weg (NL) (dreistellige Zahlen)

## Liste
Die Kreisstraßen behalten die ihnen zugewiesene Nummer innerhalb von Nordrhein-Westfalen auch bei einem Wechsel in einen anderen Kreis oder in eine kreisfreie Stadt. Nicht vorhandene bzw. nicht nachgewiesene Kreisstraßen werden in Kursivdruck gekennzeichnet, ebenso Straßen und Straßenabschnitte, die unabhängig vom Grund (Herabstufung zu einer Gemeindestraße oder Höherstufung) keine Kreisstraßen mehr sind.
Der Straßenverlauf wird in der Regel von Nord nach Süd und von West nach Ost angegeben.
| Nr.  | Verlauf |
| ---- | --- |
| K 1  | (K 1 im Kreis Viersen) – Kreisgrenze – L 39                                                                    |
| K 2  | K 3 in Keeken – K 31 – Niel – K 44 in Kranenburg                                                               |
| K 3  | (N 840 in der Provinz Gelderland, Niederlande) – Staatsgrenze – Bimmen – K 2 – Keeken – Düffelward – Rindern – |
| K 4  | L 5 – Uedemerbruch – L 77 – Kreisgrenze – (K 4 im Kreis Wesel)                                                 |
| K 5  | in Kleve – K 14 – K 8 – Till – L 18 – in Kalkar                                                                |
| K 6  | L 459 in Haldern – Kreisgrenze – (K 6 im Kreis Wesel)                                                          |
| K 7  | in Rees – Bergswick – Haffen – K 11 – Mehr – Kreisgrenze – (K 7 im Kreis Wesel)                                |
| K 8  | K 5 in Till – – K 27 – Louisendorf – L 362 – K 43 – Pfalzdorf – K 10 – K 28 – Asperden – – L 177               |
| K 10 | L 484 in Kleve – K 26 – Nierswalde – K 8                                                                       |
| K 11 | K 7 in Mehr – Kreisgrenze – (K 11 im Kreis Wesel)                                                              |
| K 12 | L 18 in Wissel – L 41 – – K 45 in Appeldorn                                                                    |
| K 13 | L 5 in Uedem – K 50 – L 464 – L 491 in Kevelaer                                                                |
| K 14 | in Warbeyen – Huisberden – K 5                                                                                 |
| K 15 | in Frasselt – Schottheide – Nütterden – L 484 in Kleve                                                         |
| K 16 | in Emmerich am Rhein – L 90 in Klein-Netterden                                                                 |
| K 17 | L 361 in Wemb – K 36 – Twisteden – Lüllingen – L 361 – in Veert                                                |
| K 18 | Grietherort – K 19 – in Rees                                                                                   |
| K 19 | K 18 – Bienen – – Androp – – in Groin                                                                          |
| K 20 | L 362 – Kreisgrenze – (K 20 im Kreis Wesel)                                                                    |
| K 21 | K 40 – K 38 – L 479 – Geneng – L 361 – L 140 in Wachtendonk                                                    |
| K 23 | L 39 – Harzbeck – Vorst bei Wachtendonk – Kreisgrenze – (K 23 im Kreis Viersen)                                |
| K 24 | in Dammerbruch – L 2 – Brüxken – – Broekhuysen – L 39                                                          |
| K 26 | L 484 in Kleve – K 10 – in Bedburg-Hau                                                                         |
| K 27 | L 362 in Bedburg-Hau – Schneppenbaum – K 8 – – Altkalkar – L 174                                               |
| K 28 | L 177 – K 29 – – K 8 in Asperden                                                                               |
| K 29 | in Kessel – K 28                                                                                               |
| K 30 | in Kevelaer – Wetten – L 486 – K 39 – L 480 in Veert                                                           |
| K 31 | K 44 in Wyler – Zyfflich – Niel – K 2 – Mehr – in Nütterden                                                    |
| K 32 | L 480 – L 89 – Aengenesch –                                                                                    |
| K 33 | L 491 in Winnekendonk – L 486 in Wetten                                                                        |
| K 34 | L 361 in Vorst – Pont – – K 40 – – Vernum – L 266 in Hartefeld                                                 |
| K 35 | L 362 – Niederwald –                                                                                           |
| K 36 | L 361 in Kevelaer – K 17 – Twisteden – Staatsgrenze – (N 271 in der Provinz Limburg, Niederlande)              |
| K 37 | L 361 in Weeze – Flughafen Niederrhein – L 486                                                                 |
| K 38 | L 361 in Straelen – Hetzert – K 42 – K 21 – K 40 – in Nieukerk                                                 |
| K 39 | K 30 – in Berendonk                                                                                            |
| K 40 | L 478 in Geldern – – K 34 – K 21 – Winternam – K 38 – L 479 in Nieukerk                                        |
| K 41 | L 480 – Holt – L 2                                                                                             |
| K 42 | L 2 in Auwel – L 361 – Vossum – – Mühlensteeg – K 38 – L 361 – Boekholt – L 39                                 |
| K 43 | in Qualburg – L 362 – Bedburg-Hau – K 8 in Pfalzdorf                                                           |
| K 44 | in Wyler – K 31 – Kranenburg – K 2 –                                                                           |
| K 45 | L 8 in Niedermörmter – K 12 – Appeldorn – in Kehrum                                                            |
| K 49 | (K 49 im Kreis Wesel) – Kreisgrenze – L 362 in Winnekendonk                                                    |
| K 50 | L 5 – K 13 – L 362 in Kervenheim                                                                               |

## Quelle
- Landesvermessungsamt Nordrhein-Westfalen, Kreiskarte Nr. 31: Kreis Kleve